# Sandy Heribert
Sandy Heribert, née le 25 novembre 1983 à Épinay-sur-Seine, est une journaliste et animatrice de télévision franco-belgo-britannique.
Elle intervient en tant que journaliste, présentatrice, speakeuse ou maîtresse de cérémonie dans des émissions télévisées ou lors d'événements internationaux.

## Biographie

### Enfance et jeunesse
Sandy Heribert est née à Épinay-sur-Seine d'une mère britannique originaire de Warrington et d'un père franco-belge originaire de Fouesnant et Namur, ville dont est originaire son grand-père paternel belge,.
Elle grandit dans le Val-d'Oise, et c'est à l'âge de 9 ans qu'elle entame une réelle passion pour le journalisme après avoir vu un reportage de Martine Laroche-Joubert couvrant la Guerre du Golfe.
Elle apprécie également les sports mécaniques, initiée par son père, notamment avec le moto-cross. Durant sa jeunesse, elle pratique d'autres sports comme la natation, le jet-ski, le snowboard ou encore le tennis,.

### Formation et débuts à Eurosport
Intéressée par les médias, elle est d'abord dirigée par son père vers des études de marketing. Elle est diplômée de l'EDC (l'institut des dirigeants et créateurs d'entreprise) en 2005 puis de l'Institut supérieur du commerce de Paris en 2006 en y décrochant un Master en marketing des médias.
Ainsi, Sandy Heribert réussit à intégrer la chaîne Eurosport, en intervenant dans le domaine du marketing et de la communication sur la partie internationale du diffuseur. Elle mène en parallèle un nouveau master en journalisme au sein du CELSA d'où elle sortira là aussi diplômée. Ce cursus lui permet d'intégrer la rédaction d'Eurosport 2 et de commencer à couvrir des événements sportifs, tels des championnats de snowboard ou encore le championnat du monde des voitures de tourisme,. Peu après, elle se dirige vers la présentation d'événements sportifs internationaux, puis d'émissions, avec le programme olympique Davaï Sochi diffusé quotidiennement en direct à l'occasion des Jeux olympiques d'hiver de 2014,.

### Carrière dans les médias
En 2015, Sandy Heribert quitte Eurosport à la suite du rachat par Discovery et à cause des « bâtons dans les roues » et « des insinuations machistes » d’une partie de la rédaction,, et devient journaliste indépendante, intervenant auprès de différents médias et rédactions, d'abord sur Ma Chaîne Sport en tant que chroniqueuse puis à partir de septembre et pendant plus de deux ans sur I-Télé pour présenter les bulletins sport. Sandy Heribert apparaît durant quelques mois sur L'Équipe 21, puis elle rejoint l'émission belge en quotidienne De quoi je me mêle diffusée sur RTL TVI où elle apparaît pendant deux saisons en 2016 et 2017.
Dans le même temps, Sandy Heribert se consacre à une autre activité en étant speakeuse ou maîtresse de cérémonie lors d'événement sportifs internationaux. Elle mène ce rôle notamment à l'occasion du Tournoi des Six Nations (de 2016 à 2023), de l'Euro 2016 de football, des Jeux olympiques de Rio pour les épreuves d'escrime, de taekwondo et de basket-ball,, ainsi que la Coupe du monde féminine de football en France quelques années plus tard, ou encore dans un autre domaine le Women's Forum qui s'est tenu à Deauville.
Fin 2016, elle est contactée par Netflix pour animer le divertissement Ultimate Beastmaster. Sandy Heribert est ainsi à la présentation de la deuxième et de la troisième saison du programme aux côtés de l'acteur Gilles Marini. L'année suivante, elle est à la présentation du magazine de découverte Sur les Alpes perchées, diffusé sur la chaine Voyage, puis couvre le rallye Dakar 2018 pour Peugeot sport engagé dans la course.
De 2018 à 2020, on la retrouve sur Automoto la chaîne, d'abord en tant que rédactrice et animatrice du talk-show Sans se braquer avec David Douillet , puis à partir de septembre 2019, à la présentation de l'émission V6 en succédant à Margot Laffite,.
À partir de début 2019, elle officie aussi sur France 2 qui lui confie la co-animation de l'émission Destination Eurovision puis la présentation de l'Eurovision 2019 avec les demi-finales diffusées sur France 4 ainsi que la finale sur France 2 aux côtés de Stéphane Bern et André Manoukian,. Plus tard dans l’année, elle commente également l'Eurovision junior.
À l'été 2019, la présentatrice participe au Grand Concours des animateurs sur TF1 et à Fort Boyard sur France 2.
En octobre 2019, elle est à nouveau à la co-animation d'un autre programme intitulé La Course des champions où elle évolue aux côtés de Teddy Riner, Laury Thilleman et Olivier Minne,.
En décembre 2019, elle co-anime pour la première fois la cérémonie du Ballon d'or 2019 diffusée sur La chaîne L'Équipe en compagnie de Didier Drogba,. Après une année blanche en raison des confinements liés à la pandémie de Covid-19 (période où elle réalise une série d'interviews de sportifs visibles sur son compte Instagram), le duo est reconduit pour les éditions 2021, 2022 et 2023. Heribert couvre aussi depuis 2021 sur la chaine les 24 Heures du Mans.
En 2023, elle couvre le Rallye Aïcha des Gazelles. Durant cette même année, elle retrouve la télévision belge en intégrant la chaîne Pickx+, animant notamment un programme estival intitulé Les Grandes Vacances. Dans la foulée, elle y présente les Oscars et le Festival de Cannes en 2023 et 2024,.
Depuis 2023, Sandy Heribert écrit et anime le podcast Haut niveau sur Chérie FM et présente l'émission V6 Défis sur la chaîne l'Équipe.
À l'été 2024, elle retrouve les Jeux olympiques en étant speakeuse et maîtresse de cérémonie du parc des Champions de Paris 2024, lieu où les athlètes médaillés sont célébrés.

## Synthèse
- 2014 : JO de Sotchi sur Eurosport
- 2015 : Les Extrémistes sur MCS Extreme
- 2015-2016 : animatrice sur L'Équipe 21
- 2015-2017 : Journal des sports sur I-Télé
- 2016-2017 : De quoi je me mêle ? sur RTL-TVI : chroniqueuse
- 2017 : Sur les Alpes perchées sur Voyage
- 2018 : Fim Awards, cérémonie de remise des Prix de la Fédération internationale de motocyclisme à Andorre avec Gavin Emmett[29]
- 2018-2020 : Sans se braquer sur Automoto la chaîne
- 2018 et 2019 : Destination Eurovision sur France 2 avec Garou
- 2019-2020 : La Course des champions sur France 2 avec Olivier Minne et Teddy Riner
- 2019 : Concours Eurovision de la chanson 2019 : commentatrice des demi-finales sur France 4 avec André Manoukian et de la finale sur France 2 avec Stéphane Bern et André Manoukian
- 2019 : V6 sur Automoto la chaîne
- Depuis 2019 : Ballon d'or sur La chaine L'Équipe : coprésentation avec Didier Drogba
- 2021-2023 : 24 Heures du Mans sur La chaîne L'Équipe
- 2022-2024 : Festival de Cannes sur Pickx+
- 2022-2024  : Oscars sur Pickx+
- 2023 : Les Grandes Vacances sur Pickx+
- 2023-2025 : V6 défis sur L'Équipe
- Depuis 2024 : Les Grandes Impressions sur Pickx+

### Vie privée
Après avoir été en couple avec un kayakiste italien et un pompier belge, Sandy Heribert s'est mariée avec Charles Febraud,. Ensemble, ils ont une fille prénommée Dune, née en mai 2021,.